# Митьково-Качкарі
Митько́ве-Качкарі́ — село Новоазовської міської громади Кальміуського району Донецької області України. Відстань до райцентру становить близько 14 км і проходить автошляхом місцевого значення.
Унаслідок військової агресії збройних формувань Росії з серпня 2014 р. Качкарське перебуває на тимчасово окупованій території.

## Населення
Згідно з переписом населення УРСР, радянського, народного і соціалістичного Українського господарства 1989 року чисельність наявного населення села становила 420 осіб, з яких 202 чоловіки та 218 жінок.
За переписом населення України 2001 року в селі мешкало 418 осіб.

### Мова
Розподіл населення за рідною мовою за даними перепису 2001 року:
| Мова       | Відсоток |
| ---------- | -------- |
| українська | 90,45 %  |
| російська  | 9,55 %   |

## Господарство
За радянської влади в селі існував колгосп «Дружба народів», серед напрямків діяльності якого були: тваринництво, рослинництво, зернові, садівництво і виноградарство. На початку XXI ст. відокремився агроцех № 5 Маріупольського металургійного комбінату імені Ілліча (зернові, тваринництво), з 2011 року агроцех переданий у холдинг «Харвіст» (група СКМ Ріната Ахметова). Головний напрямок діяльності — зернові. В нинішній час закрита ферма великої рогатої худоби. Трудова зайнятість населення — сезонна. Головне джерело існування — виробництво домашніх господарств.
Торгівля представлена приватним магазином і їдальнею. В останній час зріс відтік молоді на заробітки і постійне місце проживання у міста. Село вимирає.

## Культура, освіта і медицина
У 1920-30 рр. під час колективізації після організації колгоспу було відкрито клуб. В 1970-х роках було побудована нова будівля Палацу культури з кінозалом на 200 місць, бібліотекою і приміщенням для дозвілля.
Школа-семирічка (восьмирічка) теж була відкрита за часів радянської влади. Під час Німецько-радянської війни будівля школи була спалена нацистами, а потім після війни знову відбудована. В 2000—2011 роках будівля школи була заново відремонтована Маріупольським металургійним комбінатом ім. Ілліча. Шкільна котельня заново газифікована. В нинішній час це школа 1-2 ступені, яка знаходиться під загрозою закриття, як малокомплектна.
У 1960-80-тих рр. XX століття в селі працював колгоспний дитсадок, який після розпаду СРСР був закритий.
При радянській владі в селі працював фельдшерський пункт. Нова будівля фельдшерського пункту, будівництво якої почалося в 1980х роках залишилась недобудованою Нині медичну фельдшерську допомогу жителям села надає медсестра школи.

## Транспортне сполучення
У 2012 році перервано існуюче з 1968 року постійне пряме автобусне сполучення з райцентрами Новоазовськ і Маріуполь по автодорозі E58 (Ростов-на-Дону — Одеса). З великими труднощами відбувається автобусне сполучення села автодорогою Т 0519 (Маріуполь — Тельманове (в зимовий час працює нерегулярно).